# ジャイロ・ルイス・ブルメル
ジャイロ・ルイス・ブルメル（ポルトガル語: Jairo Luis Blumer、1986年12月31日 - ）は、ブラジル・サンパウロ州カンピーナス出身のプロサッカー選手。ポジションはミッドフィールダー。

## 経歴
サンパウロ州カンピーナスの出身。2004年に入団したパウリスタFCを皮切りに、2013年までブラジル国内のクラブでプレーした。
2014年1月、日本の京都サンガF.C.に完全移籍で加入した。

## 所属クラブ
- 2004年 - 2009年  アトレチコ・パラナエンセ
  - 2004年 - 2005年  パウリスタFC（期限付き移籍）
  - 2006年  ミラソウFC（期限付き移籍）
  - 2006年 - 2007年  パウリスタFC（期限付き移籍）
  - 2007年  ミラソウFC（期限付き移籍）
  - 2008年  AAポンチ・プレッタ（期限付き移籍）
  - 2008年  パウリスタFC（期限付き移籍）
- 2009年 - 2010年  ADサンカエターノ
- 2011年  ミラソウFC
- 2011年  ヴィラ・ノヴァFC
- 2012年  グレミオ・バルエリ
- 2012年  グアラチンゲタ・フチボウ
- 2013年  キンゼ・デ・ピラシカーバ
- 2013年  ミラソウFC
- 2014年  京都サンガF.C.
- 2015年  アソシアソン・フェロヴィアリア・ジ・エスポルテス
- 2015年 - 2016年  CAペナポレンセ
- 2017年  デスポルチーヴォ・ブラジル
- 2018年 -  CAヴォトゥポランゲンセ

## 個人成績
| 国内大会個人成績 | 国内大会個人成績 | 国内大会個人成績 | 国内大会個人成績 | 国内大会個人成績 | 国内大会個人成績 | 国内大会個人成績 | 国内大会個人成績 | 国内大会個人成績 | 国内大会個人成績 | 国内大会個人成績 | 国内大会個人成績 |
| 年度             | クラブ           | 背番号           | リーグ           | リーグ戦         | リーグ戦         | リーグ杯         | リーグ杯         | オープン杯       | オープン杯       | 期間通算         | 期間通算         |
| 年度             | クラブ           | 背番号           | リーグ           | 出場             | 得点             | 出場             | 得点             | 出場             | 得点             | 出場             | 得点             |
| 日本             | 日本             | 日本             | 日本             | リーグ戦         | リーグ戦         | リーグ杯         | リーグ杯         | 天皇杯           | 天皇杯           | 期間通算         | 期間通算         |
| ---------------- | ---------------- | ---------------- | ---------------- | ---------------- | ---------------- | ---------------- | ---------------- | ---------------- | ---------------- | ---------------- | ---------------- |
| 2015             | 京都             | 5                | J2               | 15               | 0                | -                | -                |                  |                  |                  |                  |
| 通算             | 日本             | 日本             | J2               | 15               | 0                | -                | -                |                  |                  |                  |                  |
| 総通算           | 総通算           | 総通算           | 総通算           | 15               | 0                | 0                | 0                |                  |                  |                  |                  |